# Zonsverduistering van 3 februari 1916

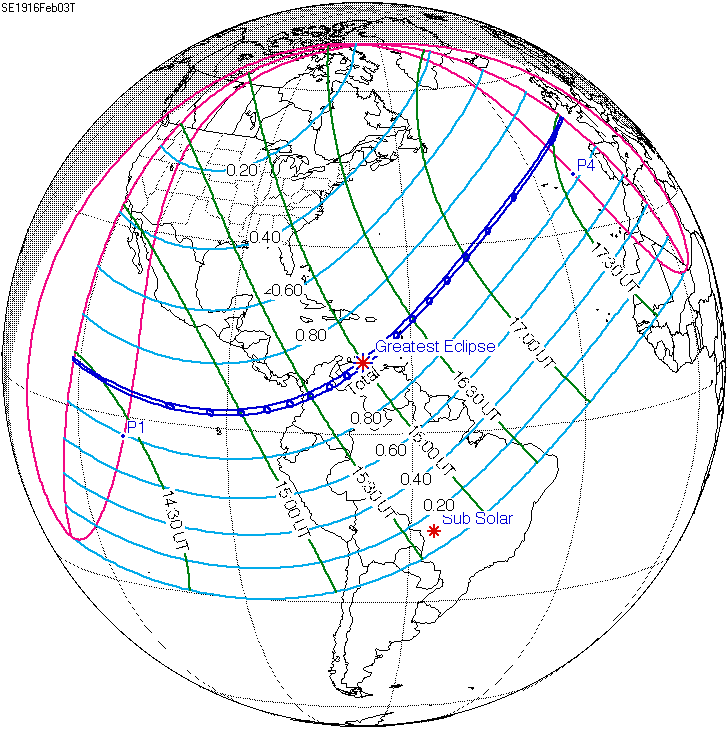
De zonsverduistering was te zien tussen de blauwe lijnen.

De totale zonsverduistering van 3 februari 1916 trok veel over zee, maar was achtereenvolgens te zien op of in Colombia, Venezuela, Islas Los Roques, Orchila en Guadeloupe.

## Lengte

### Maximum
Het punt met maximale totaliteit lag op zee, vlak voor de kust van Venezuela bij de plaats Puerto Cabello, op coördinatenpunt 11.1217° Noord 67.6624° West, en duurde 2m36,2s.

### Limieten
| Fenomeen                    | Code | Tijdstip UTC    |
| --------------------------- | ---- | --------------- |
| Eerste contact bijschaduw   | P1   | 13:26:48.6 UT   |
| Eerste contact kernschaduw  | U1   | 14:28:38.7 UT   |
| Kernschaduw compleet vanaf  | U2   | 14:29:29.6 UT   |
| Bijschaduw compleet vanaf   | P2   | Niet            |
| Maximum eclips              | GE   | 16:00:03.9 UT   |
| Bijschaduw compleet t/m     | P3   | Niet            |
| Kernschaduw compleet t/m    | U3   | 17:30:26.6 UT   |
| Laatste contact kernschaduw | U4   | 17:3 1: 14.0 UT |
| Laatste contact bijschaduw  | P4   | 18:33:14.2 UT   |